# Lovenella assimilis
Lovenella assimilis är en nässeldjursart som först beskrevs av Browne 1905.  Lovenella assimilis ingår i släktet Lovenella och familjen Lovenellidae.
Artens utbredningsområde är Indiska oceanen. Inga underarter finns listade i Catalogue of Life.